# Socha svatého Jana Nepomuckého (Barchov)
Socha svatého Jana Nepomuckého se nalézá na křižovatce polních cest vedoucích od zámku Barchov kolem Táborského rybníka do vesnice Barchůvek v okrese Hradec Králové. Pozdně barokní pískovcová socha svatého Jana Nepomuckého je dílem neznámého sochaře z 20. let 18. století a tvoří významnou krajinnou dominantu.

## Popis
Na hranolovém podstavci stojí pilíř ozdobený volutami po stranách a zakončený profilovanou římsou. Na čelní straně pilíře je reliéf zobrazující erby majitelů panství Barchov. 
Na pilíři stojí socha světce v tradičním ikonografickém pojetí v kanovnickém rouchu s předkročenou levou nohou, držícího v pravé ruce biret a v levé krucifix. Světec je prostovlasý s vousatou tváří a má kolem hlavy svatozář s hvězdami.

## Galerie

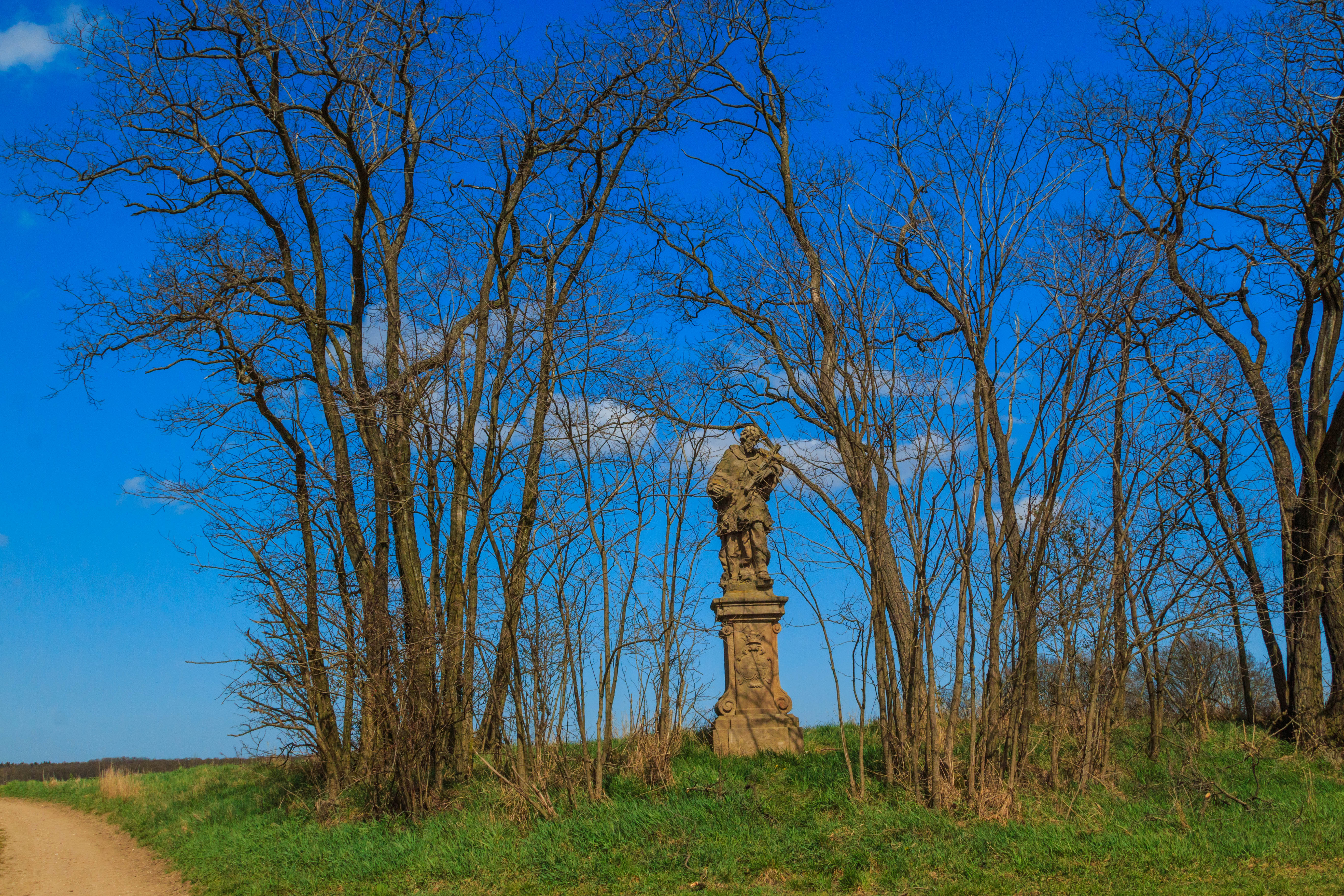
Socha svatého Jana Nepomuckého u Barchova
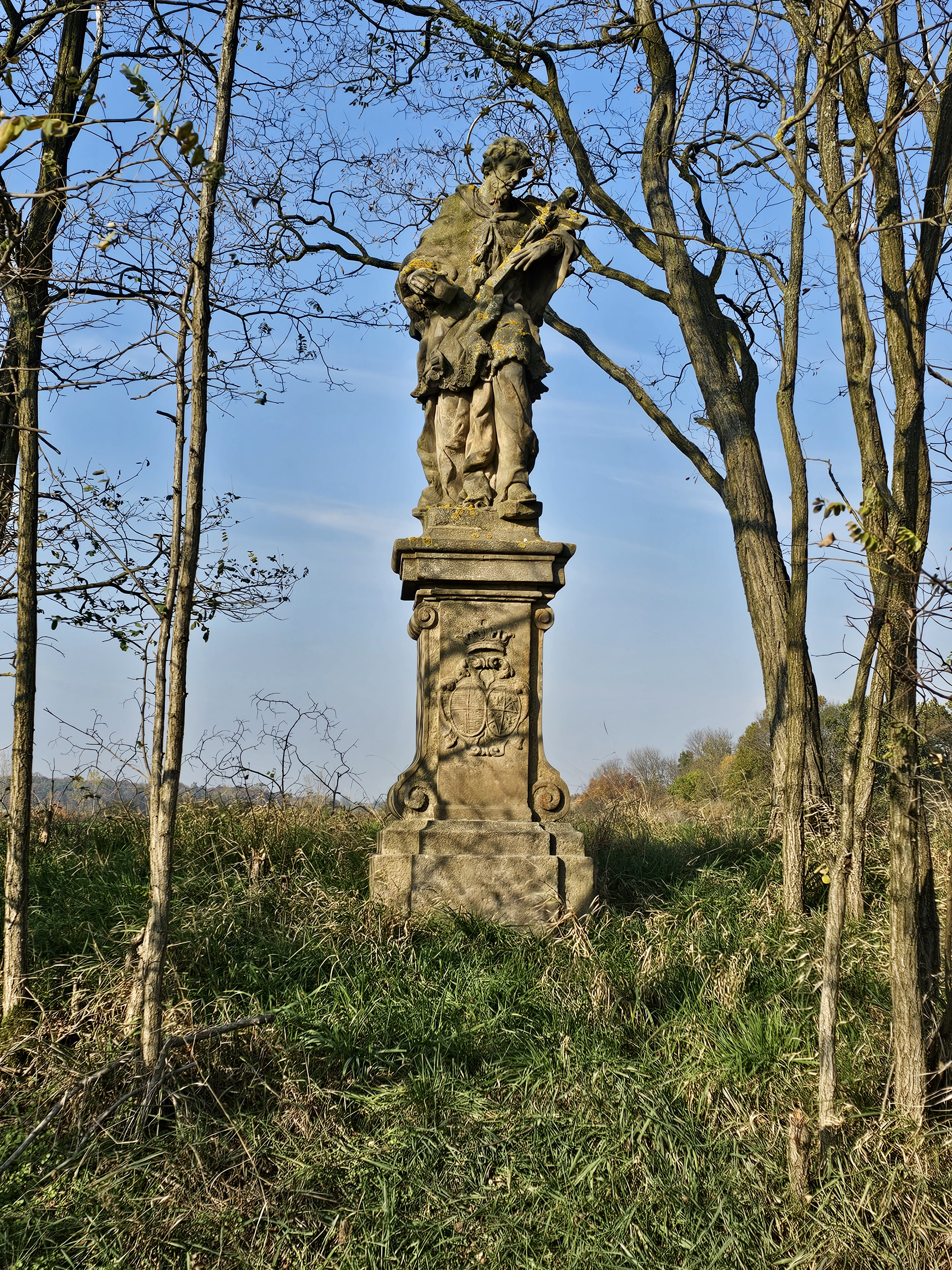
Socha svatého Jana Nepomuckého u Barchova - stav v roce 2024